# Lubjanka

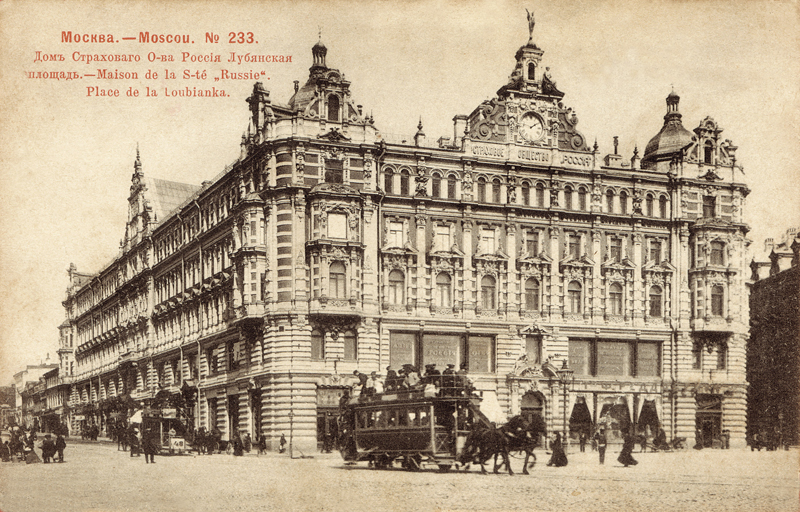
Lubjanka byggdes ursprungligen 1898 som huvudkontor för All-Russia Insurance Company, bilden är från före 1917.

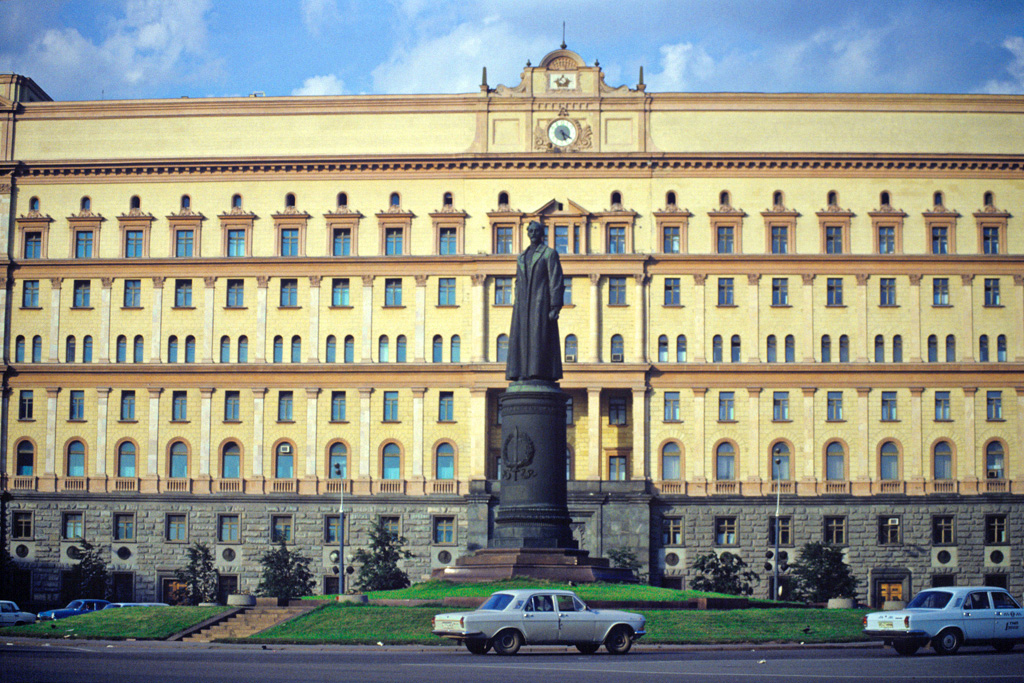
Lubjanka 1991 med statyn av tjekans grundare, Felix Dzerzjinskij på Lubjanka-torget.

Lubjanka (ryska: Лубя́нка) är det informella namnet på FSB:s (tidigare KGB:s och Tjekans) högkvarter vid Ljubjankagatan 2, Lubjanka-torget i Moskva, en stor byggnad i gult tegel, ritad av Aleksandr V. Ivanov 1897 och tillbyggd av Aleksej Sjtjusev 1940–1947. Vid Ljubjankagatan 14 låg Moskvas egen Tjeka, ”Em-Tje-Ka”. De två byggnaderna var i hela Ryssland ökända som ”Ljubjanka 2” respektive ”Ljubjanka 14”. De kom att kallas levande kyrkogårdar. Raoul Wallenberg hölls fängslad i en ensamcell i Lubjankas inre fängelse, där han förhördes enligt ”löpande bands - metoden” för att framtvinga ett erkännande att han var en amerikansk spion. 

## Arkitektur
Lubjanka [2] uppfördes ursprungligen 1898 som huvudkontor för det nationella försäkringsbolaget Rossiya (ryska: Страховое общество «Россия»[källa behövs]) och är känt för sina vackra parkettgolv och blekgröna väggar. Den stora byggnaden smyckas bland annat av detaljer från palladianismen och barocken, till exempel de små pedimenten i varje hörn av byggnaden och loggian. Fasaden är klassicerande och tre kornischer betonar byggnadens horisontella linjer. I mitten av fasaden och högst upp sitter ett väggur.
”Em-Tje-Kan” på Ljubjankagatan 14 var också inrymt i ett fd palats uppfört av den ryska adeln. Den ägdes i slutet av 1700-talet av en godsägerska vid namn Saltykov. Därefter övergick ägarskapet till Rostoptjins för att sedan även detta övergå i ett ryskt försäkringsbolags ägo.

## Historik
Efter oktoberrevolutionen 1917 konfiskerades byggnaden [Ljubjanka 2] och gjordes om till högkvarter för den allryska Tjekaförvaltningen, Tjekan. Ett typiskt sovjetryskt skämt bestod i att Lubjanka var den högsta byggnaden i Moskva "eftersom man kunde se Sibirien från källaren" eller att de fortfarande var sysselsatta med moskoviternas ”livförsäkring”. De tusenden som redan på 1920-talet befanns vara ”sovjetmaktens fiender” avrättades här med ett eller två revolverskott i nacken. Arkebuseringarna ägde vanligen rum efter klockan 7 på kvällen. Härifrån transporteras liken vidare till bårhuset i Lefortovo. Åter andra sändes till förvisning eller läger. De mest kända bödlarna i Ljubjanka [2] var esterna Maga och Ryba. I Ljubjanka [14] ryssarna Pankratov och Sjukov.
Under den stora utrensningen blev kontorsdelarna alltmer trångbodda på grund av ökande personalantal. År 1940 fick den då främste arkitekten i Sovjetunionen, Aleksej Sjtjusev, i uppdrag att dubblera byggnadens storlek genom att lägga till ytterligare en våning och bygga samman huset med fastigheterna bakom byggnaden. Sjtjusevs ändringar utfördes i nyrenässans, men på grund av krig och andra problem kom endast den vänstra fasaden att fullbordas. Detta kvarstod till 1983 då arbetet färdigställdes i enlighet med Sjtjusevs ritningar på begäran av Jurij Andropov.
Även om den sovjetiska hemliga polisen bytte namn ett antal gånger hade man hela tiden sitt högkvarter i byggnaden. Chefen för den hemliga polisen, från Lavrentij Berija till Jurij Andropov, använde samma kontor med utsikt över statyn av tjekans grundare, Felix Dzerzjinskij. Det fängelse som finns i byggnadens källarvåning skildras i Aleksandr Solzjenitsyns bok Gulagarkipelagen. Andra namnkunniga namn som passerat Lubjanka innefattar Margarete Buber-Neumann, Raoul Wallenberg och Walter Ciszek.
Efter upplösningen av KGB 1991 blev byggnaden huvudkontor för de ryska gränstrupperna och för en avdelning av FSB. Man öppnade även ett museum.